# (15045) Walesdymond
(15045) Walesdymond (1998 XY21) – planetoida z grupy pasa głównego asteroid okrążająca Słońce w ciągu 4,63 lat w średniej odległości 2,78 j.a. Odkryta 10 grudnia 1998 roku.